# Jabapur (R), Hukeri
Jabapur (R) là một làng thuộc tehsil Hukeri, huyện Belgaum, bang Karnataka, Ấn Độ.